# Antony Hickling
 (septembre 2023).
Antony Hickling, né le 8 novembre 1975 à Johannesbourg (Afrique du Sud), est un réalisateur, acteur, scénariste, voix off et professeur franco-britannique.

## Biographie
Antony Hickling, né en 1975 à Johannesburg, en Afrique du Sud, est un réalisateur, acteur et professeur franco-britannique. Issu d'une famille multiculturelle, il est le fils d’un père indien et d’une mère anglaise d’origine italienne.
Alors qu’il est encore jeune, sa famille retourne au Royaume-Uni et s’installe dans le Grand Manchester, où il suit une formation d’acteur à l’Université de Manchester (The Arden School of Theatre). En 1999, il s’installe à Londres, où il travaille dans le théâtre pendant plusieurs années. Il déménage ensuite à Paris pour poursuivre ses études à Paris 8. Après avoir obtenu son master, il entreprend un doctorat en Arts de la scène, qu’il finit par abandonner pour se consacrer pleinement au cinéma.
En 2012, il se forme à la réalisation au Centre européen de formation à la production de films (CEFPF) à Paris, sous la direction du réalisateur belge Harry Cleven. Parallèlement, il poursuit sa carrière d’acteur et devient également voix-off pour de nombreux films d’animation, documentaires, jeux vidéo et campagnes publicitaires.
Depuis 2023, Antony Hickling est professeur de théâtre et de jeu face à la caméra au sein du Cours Florent. Il obtient la nationalité française en 2018.

## Films
Les premiers films d’Antony Hickling, caractérisés par un style cinéma underground, se distinguent par un usage marqué de symbolismes religieux, de métaphores et de représentations sexuelles explicites. Profondément influencé par ses recherches sur le queer,, son travail a été présenté dans de nombreux festivals internationaux LGBTQI+, où il a été salué pour son approche audacieuse et expérimentale,.

Sa trilogie cinématographique, composée de Little Gay Boy (2013), Where Horses Go to Die (2016) et Frig (2018), marque la fin de ce qu’il décrit comme son premier chapitre cinématographique. 

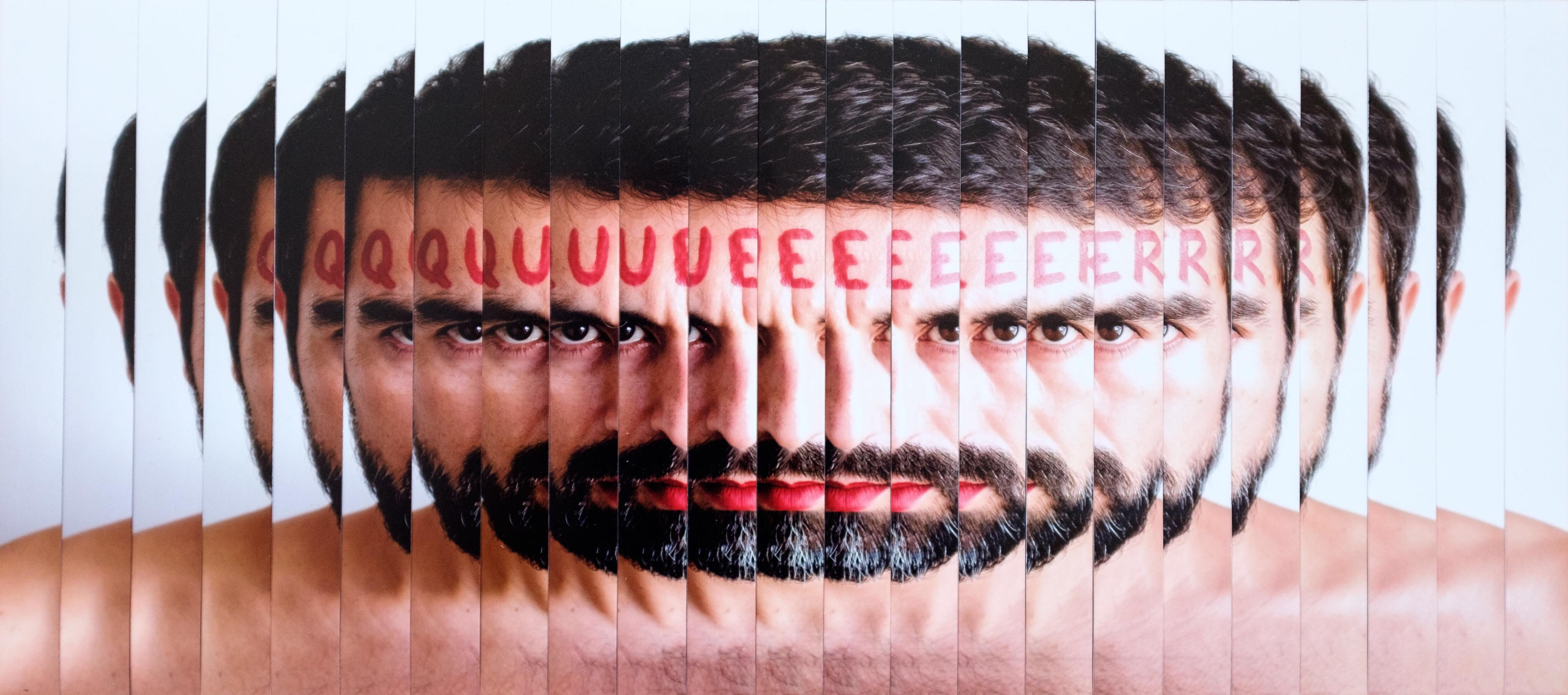
Portrait « queer » d'Antony Hickling par Emmanuel Barrouyer

 Ces films abordent des thématiques telles que l’identité, le désir, la marginalité et l’oppression sociale, souvent avec une structure narrative fragmentée et une esthétique expérimentale. Ils ont été accueillis par la critique comme des œuvres radicales et artistiquement engagées, repoussant les limites du langage cinématographique. Little Gay Boy et Frig ont été interdits aux moins de 18 ans par le CNC en raison de leur contenu explicite,.
En 2017, Hickling fonde sa propre société de production, H&A Films. Son long-métrage Down in Paris (2021) amorce une transition vers un style narratif plus conventionnel, marquant un tournant dans sa carrière. Ce film introspectif explore la crise existentielle d’un réalisateur à travers une mise en scène atmosphérique et une approche plus contemplative du récit. Il a été bien reçu par la critique, notamment pour son exploration de l'angoisse et de l'identité artistique.
Il poursuit avec le documentaire Un après-midi chez Patrick Sarfati, qui dresse un portrait intime du photographe français, mettant en lumière son processus créatif et son univers artistique. Ce projet reflète l'intérêt de Hickling pour le dialogue entre les arts visuels et la représentation cinématographique.

## Filmographie partielle

### Au cinéma

#### Comme réalisateur

##### Courts métrages
- 2010 : Birth 1 , Birth 2 , Birth 3 - La mort d'un triptyque
- 2011 : L'Annonciation or The Conception of a Little Gay Boy
- 2012 : Little Gay Boy, Christ is Dead[11]
- 2012 : Q.J.
- 2013 : Honey Killer
- 2013 : Holy Thursday (The Last Supper)
- 2014 : P.D
- 2014 : Carnaval
- 2017 : Loki Starfish: Eyes on the Highway (Music Video)
- 2019 : Queer I
- 2024 : Ella  écrit par Benedict Wells
- 2025 : Break a Leg

##### Longs métrages
- 2013 : Little Gay Boy
- 2014 : One Deep Breath
- 2016 : Where Horses Go to Die
- 2018 : Frig
- 2021 : Down in Paris

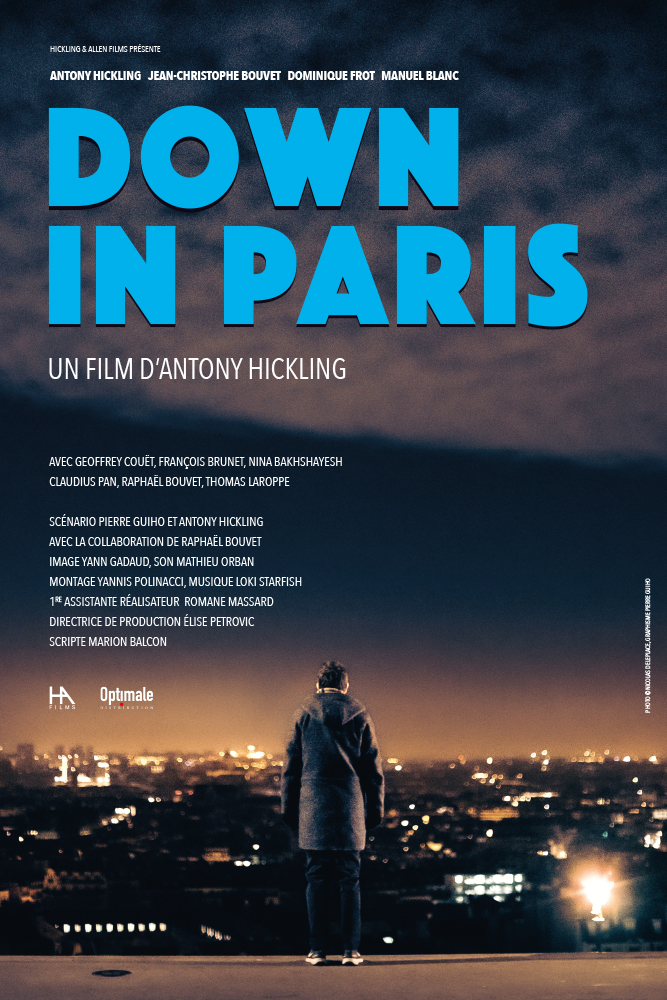
Affiche du film Down in Paris d'Antony Hickling

- 2023 : Un après-midi chez Patrick Sarfati (documentaire)[12]

#### Comme acteur

##### Courts métrages
- 2007 : Give & Take : Danny
- 2010 : Birth 1 , Birth 2 , Birth 3 - La mort d'un triptyque  : Irina
- 2010 : All Hallows'een : Hugh Travers
- 2011 : Leonardo, mon amour... : Franck
- 2011 : Mon film génial : Julian
- 2011 : L'Annonciation or The Conception of a Little Gay Boy : Client 3
- 2012 : Worse : The man
- 2012 : Little Gay Boy, chrisT is Dead  (voix)
- 2012 : Q.J.
- 2013 : Holy Thursday (The Last Supper)  (voix)
- 2014 : P.D : le narrateur (en anglais - voix)
- 2019 : Queer I : Queer Performer
- 2024 : Ella : l'Agent (en anglais - voix)
- 2025 : Break a Leg  : Psychoanalyst

##### Longs métrages
- 2008 : 8th Wonderland : Dany
- 2010 : Arthur 3 : La Guerre des deux mondes de Luc Besson : Douglas
- 2013 : Little Gay Boy: Client 3
- 2014 : Le Ciel au-dessus de Bastille : Derek Anger
- 2020 : Tendre et Saignant : Sid Kharish
- 2021 : Boîte noire : Collaborateur
- 2021 : Down in Paris : Richard Barlow
- 2021 : J'adore ce que vous faites : Tony William
- 2022 : Hard Skills : Greg

#### À la télévision
- 1999: Love in the 21st Century avec Colin Farrell : Kevin[13]
- 2014: Saison 6 des Mystères de l'amour : Neurologue
- 2016 : Eric et Quentin, le Petit Journal Canal+ : L'Américain
- 2022 : Lupin, Partie 3 : Max Moller

## Théâtre
- 1995 : Mademoiselle Julie, d'August Strindberg avec Amanda Donohoe, mise en scène de Braham Murray, au Royal Exchange, Manchester, UK
- 1999 : Skin, de Michael Harvey[Lequel ?], mise en scène de Helen Parry
- 1999 : The Giraffe, the Pelly & Me, de Roald Dahl, mise en scène de Roman Stefanski, Polka Theatre, UK
- 2000 : A different place, mise en scène de Erica Whyman, English touring theatre
- 2000 : Le Conte d'hiver, de Shakespeare, mise en scène de Erica Whyman, Southwark Playhouse, UK[14]
- 2001 : Unsuitable girls, de Chumpa Chamelli, mise en scène Kully Thiarai, Pilot theatre Company, UK
- 2001 : Mort d'un commis voyageur, d'Arthur Miller avec Joseph Marcell, mise en scène Kully Thiarai, Leicester Haymarket Theatre, UK
- 2002 : Dolly West's Kitchen, de Frank McGuinness, mise en scène Paul Kerryson, Leicester Haymarket Theatre, UK
- 2003 : A Man Astray, mise en scène de Erica Whyman, Soho theatre, UK
- 2004 : La question aux pieds nus, de Philippe Tancelin et Geneviève Clancy, mise en scène de Jacques Clancy, Théâtre Dejazet et Lucernaire (centre culturel)
- 2009 : Le Monte-plats, d'Harold Pinter, mise en scène Lucille O'Flanagan, Théâtre Silvia-Monfort[15]
- 2010 : Roméo et Juliette, de Shakespeare, mise en scène Daniel Souiler, Théâtre Silvia-Monfort[16]

## Doublage et voix off

### Cinéma

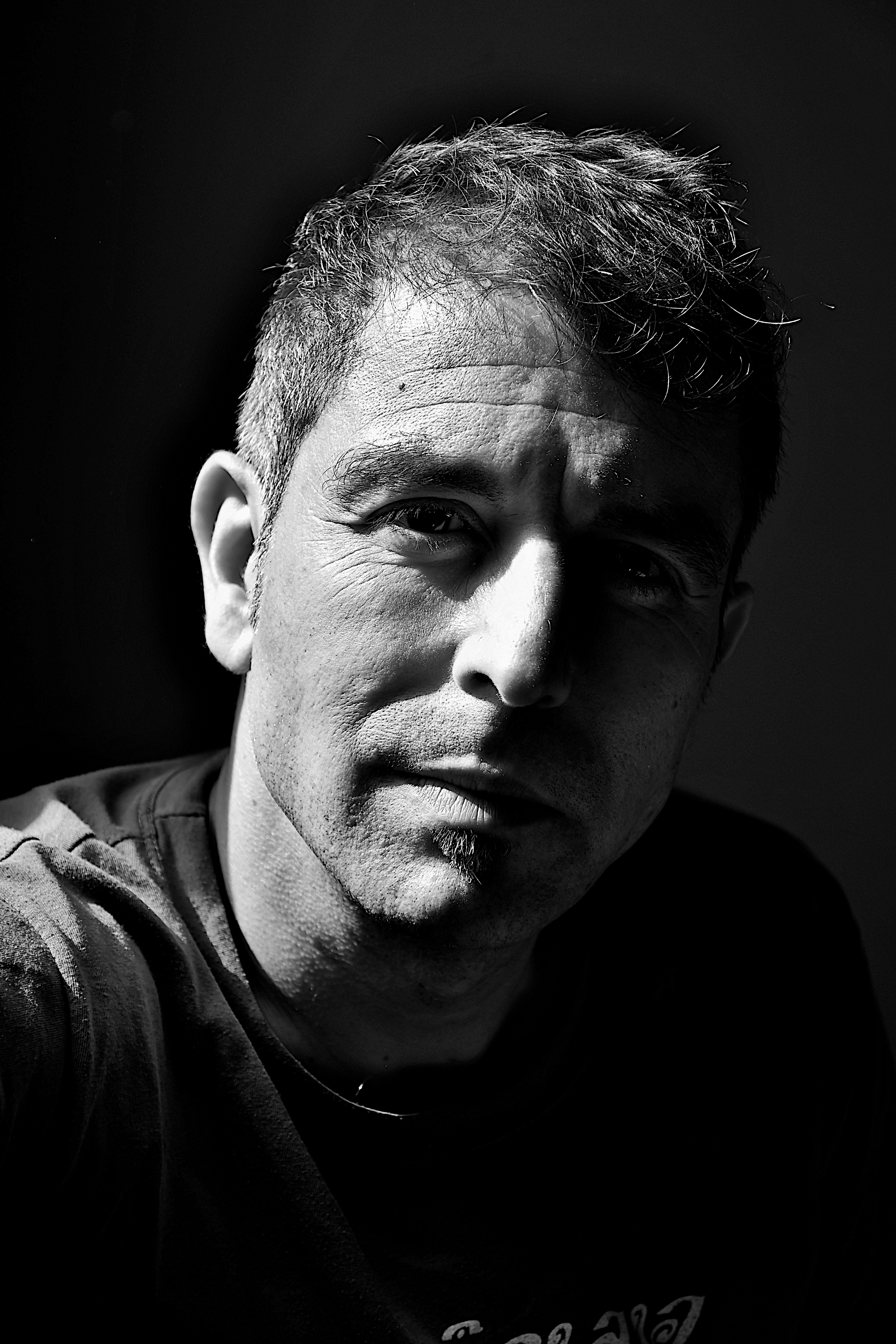
Portrait d'Antony Hickling par Grégory Augendre-Cambon

- 2014 : Rapace (téléfilm) : journaliste
- 2014 : L'Incomprise : Ricky (version anglaise)
- 2015 : Cloclo : voix post-production
- 2015 : The Lady : Journalist BBC
- 2015 : Connasse, princesse des cœurs : William
- 2018 : Kursk : plusieurs voix post-production
- 2018 : Frig : narrateur (voix)

### Film d'animation
- 2015 : Mouk : plusieurs rôles
- 2015 : Tout en haut du monde : Larson
- 2016 : Louise en hiver : Tom, le parachutiste
- 2016 : Ballerina : Victor (voix témoin)[17]
- 2017-2021 : Boing (chaîne de télévision française) : présentateur du programme
- 2024 : L'affaire Jeanne d'Arc : Bertrand de Poulengy & Durand Laxart - Version anglaise, Réalisation : Antoine de Meaux, Sarry Long, Production : Program33[18]

### Documentaires
- 2015 : Les pensées de Paul, Version française, Production : Bangumi, Diffusion : Canal+
- 2017 : La Guerre des As, Série de documentaires, Production : INDIGENES Diffusion : Arte
- 2018 : Traqueur de serpents, Version anglaise - Voix de Nathanaël Maury, Série documentaire - Animalier, Production : One Planet Diffusion : Planète+
- 2021 : Les Miracles de Jésus - Version anglaise, Série documentaire, Production : Pernel Media-, Diffusion : Arte
- 2022 : Munich 72, des jeux et du sang - 2, Série documentaire, Production : Planète+ / Pernel Media
- 2022 : Instantané d'histoire - Version anglaise, Série documentaire, Production : ECPAD, ZED, Arte Diffusion : Arte
- 2022 : Chine perseverance - Version anglaise, Série documentaire, Production : Arte
- 2022 : L'usine des Animaux - Version anglaise, Série documentaire, Production : Arte
- 2023 : Les Papillons, ces super-héros de la nature, Version anglaise, Série documentaire, Production : Arte / Pernel Media
- 2023 : Les Mayas : du mystère des origines à la chute, Version anglaise, Série documentaire, Production : Arte / Pernel Media
- 2024 : Génie des bâtisseurs, Série documentaire, Version anglaise, Production : Planète+ / Pernel Media
- 2025 : Incas, Série documentaire, Version anglaise, Production : CNC / Pernel Media
- 2025 : Erik Satie, Série documentaire, Version anglaise, Production : Arte / Allumage
- 2025 : Au nom des Jaguars, Série documentaire, Version anglaise, Production : France Télévisions / Pernel Media
- 2025 : La guerre des mondes de by Cyril Leuthy, Série documentaire, Version anglaise, Production : Arte / 10.7 Productions
- 2025 : Pharaons en guerre, Série documentaire, Version anglaise, Production : Pernel Media, Histoire TV
- 2025 : Jimmy Somerville - Smalltown Boy, Série documentaire, Version anglaise, Production : 13 Productions, POP' Films, Arte

### Jeux vidéo
- 2010 : Heavy Rain : Gordi Kramer, Production : Quantic Dream
- 2023 : Les Aventures de Tintin : Plusieurs Voix, Production : g4f-prod

### Publicité
- Publicis Groupe, L'Oréal, Prodigious (entreprise), Louis Vuitton, Hermès, Renault, Citroën, Eurosport, Moet & Chandon, Bouygues, Orange

## Film Festival et Jury
- Jury, Chéries-Chéris Paris, France 2012[19].
- Jury, Serile Filmului Gay International Film Festival, Cluj-Napoca, Roumanie 2012
- Membre du Conseil d'Administration et programmateur pour le festival Chéries-Chéris, France, 2013 à 2016[20].
- Jury, TGLFF, Festival du film Lovers, Italy 2015[21].
- Jury & Focus, Timi Shorts- Timișoara, Roumanie 2015 [22]
- Table ronde avec Randal Kleiser, sur l'état actuel du cinéma LGBTQI contemporain pour le Champs-Élysées Film Festival, Paris 2017[23].
- Focus sur son travail à BIG!ff – Bari International Gender film festival, Sponsorisé par Apulia Film Commission en Italie 2018[24],[25].
- Focus sur son travail à Rio Festival de Gênero & Sexualidade no Cinema, Brésil 2018.
- Focus sur son travail à le festival cultural de diversidad sexual y género, Cuernavaca, Mexique 2018.
- Focus sur son travail à Chéries-Chéris, Paris 2018.
- Hybrida [GeSex#1] Colloque international sur les perspectives de genre et de sexualité dans la création artistique littéraire francophone contemporaine Université de Valence 2018[5].
- Focus sur son travail à Queer Zagreb, Perforacije Festival Zagreb, Croatie 2019[6],[26].
- Jury, à Sadique-master film festival, Paris 2019[27].
- Focus sur son travail à  le IV DIGO – Goias Sexual diversity and gender international Film Festival, Brésil 2019.
- Focus sur son travail à Semana Rainbow, A Universidade Federal de Juiz de Fora (UFJF), Brésil 2019[28].
- Carte Blanche pour le 25th édition de L'Étrange Festival, Forum des Images, Paris, France 2019.
- Rétrospective & Masterclass à Merlinka festival, Belgrade, Serbie 2019
- Jury & Masterclass, Zinegoak, Bilbao International Film Festival, Pays basque, Espagne 2020.
- Retrospective VOD, TLVFest - Tel Aviv's International LGBT Film Festival, Israël, Sept 2020.
- Jury, pour Merlinka festival, Belgrade, Serbie 2021.
- Jury, image+nation culture queer Image+Nation, 35th Edition, Montreal, Canada, Nov 2022.

## Distinctions
- Down in Paris remporte le prix du Meilleur réalisateur, Queer international Film Festival, Playa del Carmen, Mexique, Nov 2022 [29]
- Down in Paris remporte le prix du Meilleur réalisateur pour un long métrage (international), Yellowstone International Film Festival, Delhi, India, Octobre 2022 [30]
- Down in Paris remporte le prix du meilleur long métrage lors du 39e Reeling : The Chicago LGBTQ+ International Film Festival Octobre 2021[31],[32].
- Antony Hickling pour Down In Paris  remporte le prix Kim Renders Memorial Award for Outstanding Performance pour Reelout Queer Film Festival, Canada Février 2022 [33]
- Down In Paris a obtenu la Recommandation Art et Essai de l'Association française des cinémas d'art et d'essai, 24 février 2022| date =  24 février 2022[34].
- The Trilogy (Little Gay Boy, Where Horses Go to Die & Frig) reçoit les prix Christian Petermann pour ses œuvres innovantes. Des scénarios controversés exprimés à travers la musique, la danse et l'audace au IV DIGO – Festival international du film sur la diversité sexuelle et le genre du Goiás, Brésil, 2019
- One Deep Breath - Meilleur long métrage expérimental au festival du film Zinegoak à Bilboa, Espagne, 2015[35] :
- Mention spéciale pour son travail de réalisateur à Rio FICG, Brésil, 2015
- Holy Thursday (The Last supper) – Mention spéciale . Chéries-Chéris, France, 2013